# Лёгкие крейсера типа «К»
Лёгкие крейсера типа «К» — тип лёгких крейсеров, входивших в состав ВМС Германии (до 1935 года — Рейхсмарине, после 1935 — Кригсмарине) в 1930-е годы и в годы Второй мировой войны. Всего было построено 3 единицы: «Кёнигсберг» (Königsberg), «Карлсруэ» (Karlsruhe), «Кёльн» (Köln).

## История создания
В числе ограничений Версальского договора 1919 года, были и касающиеся кораблей класса крейсеров. Согласно договору в составе флота Германии разрешалось иметь только 6 малых (лёгких) крейсеров. Водоизмещение данных крейсеров не должно было превышать 6000 тонн, а замена разрешалась только через 20 лет службы. Через год после заключения мирного договора можно было строить новый корабль на замену крейсеру «Ниобе». Им стал лёгкий крейсер «Эмден», который фактически повторял крейсера военной постройки типа «Кёнигсберг II», отличаясь лишь конфигурацией надстроек и расположением артиллерии. Однако становилось ясным, что флоту необходимы корабли нового типа, не имеющие конструктивных недостатков «Эмдена», в частности, щитового расположения артиллерии. Был необходим переход на башенные установки и устранение других недостатков проекта, восходящего ещё ко временам Первой мировой войны. Разработка проекта новых крейсеров в рамках Версальских ограничений началась в 1924 году. Главный конструктор — инженер Эренберг.

## Конструкция
Водоизмещение новых крейсеров было ограничено 6000 тонн условиями Версальского договора, поэтому усилия конструкторов были направлены на совмещение таких параметров, как скорость и относительно хорошее вооружение — качества, необходимые океанскому рейдеру и крейсеру-разведчику при флоте.

#### Корпус
Корпус изготовлен из стали (Stahl-45) (толщина листов от 8 до 14 мм). Конструкция была максимально облегчена, корпуса выполнялись цельносварными. В расчет продольной прочности включались даже надстройки. Из-за большого отношения длины к ширине (свыше 11:1) существовали проблемы с продольной прочностью, что повлияло на мореходные качества кораблей проекта.

#### Энергетическая установка
Энергетическая установка новых кораблей была смешанной дизель-паротурбинной. Крейсера типа «К» стали первыми боевыми кораблями в мире с энергетическими установками подобного типа. На кораблях проекта устанавливалось два гребных вала, на каждый из которых могли работать турбозубчатые агрегаты или дизельные двигатели MAN (обеспечивали скорость 10 узлов). Недостаток заключался в том, что турбины не могли работать одновременно с дизелями. Пар для турбин вырабатывали шесть паровых котлов Шульце-Торникрофта (4 больших и 2 малых). В целом силовая установка оказалась не слишком удачной, кроме того, она занимала более половины длины корпуса, что негативно отражалось на живучести корабля.

#### Бронирование
Толщина главного броневого пояса составляла 50 мм. Он прикрывал борт от носовой до кормовой башни включительно. От нижней кромки пояса шёл 10-мм скос, переходящий в 15-мм внутреннюю переборку. 70-мм траверсы замыкали оконечности пояса, а сверху на него опиралась плоская 20-мм броневая палуба, образуя броневую «коробку». Бронирование башен: лоб — 30 мм, крыша, боковые и задняя стенки — 20 мм.

#### Вооружение
Вооружение главного калибра крейсеров составили девять 150-мм 60-калиберных орудий С/25 (вес снаряда 45,5 кг, дальность стрельбы 25,7 км). Из возможных проектов их размещения в четырёх двухорудийных башнях или трёх трехорудийных был выбран второй, так как он обеспечивал преимущество в одно орудие над французскими крейсерами типа «Дюгэ Труэн». Необычным было расположение башен ГК — две в корме и одна в носу. Оно было обусловлено желанием обеспечить максимальное количество орудий для стрельбы в корму при ретирадном бое, что особенно важно для крейсера-разведчика. Кормовые башни, кроме того, располагались со смещением от диаметральной плоскости (возвышенная — влево, нижняя — вправо) для обеспечения максимального сектора стрельбы в нос.
При вступлении в строй корабли имели 500-мм торпедные аппараты, в 1934 году их заменили на 533-мм. Зенитное вооружение сначала было представлено тремя 88-мм орудиями в одиночных установках, к 1935 году, в результате модернизации, все крейсера вооружили тремя двухорудийными 88-мм/76 АУ, 4x2 37-мм/83 АУ и 4x1 20-мм. Также корабли оснащались авиационными катапультами. Ангар отсутствовал, но корабли могли принимать два гидросамолета.

## Служба
Крейсера типа «К» являлись важнейшим элементом ВМС Германии в период между Первой и Второй мировыми войнами. Они сыграли достаточно важную роль в обучении личного состава германского флота, совершая дальние походы и нанося визиты в порты различных стран. Во время Гражданской войны в Испании в 1936—1938 годах активно действовали у берегов этой страны. С началом Второй мировой войны были выведены из состава учебных сил и введены в состав действующего флота. «Карлсруэ» завершил модернизацию к началу 1940 года и после ряда выходов в Балтийское море участвовал в операции «Везерюбунг» по захвату Норвегии. В ходе этой операции погибли два из трёх крейсеров типа: «Кёнигсберг» поврежден норвежскими береговыми батареями и позже потоплен британской авиацией, а «Карлсруэ» тяжело повреждён британской подводной лодкой «Truant» на обратном переходе в Германию и затоплен кораблями эскорта. «Кёльн» дожил почти до самого конца войны и погиб 30 марта 1945 года в результате атаки 8 американских самолётов.

## Список кораблей типа[2]
| Название                  | Название в период постройки  | Верфь-строитель                 | Дата закладки  | Дата спуска на воду | Дата вступления в состав флота | Дата вывода из состава флота/гибели | Судьба                                                                                                 |
| ------------------------- | ---------------------------- | ------------------------------- | -------------- | ------------------- | ------------------------------ | ----------------------------------- | --- |
| «Кёнигсберг» (Königsberg) | Kreuzer «B», «Ersatz Thetis» | Kriegsmarinewerft Wilhelmshaven | 27 июня 1926   | 26 марта 1927       | 17 апреля 1929                 | 10 апреля 1940                      | 9.4.1940 поврежден норвежскими береговыми батареями; 10.4.1940 потоплен британской авиацией в Бергене. |
| «Карлсруэ» (Karlsruhe)    | Kreuzer «C», «Ersatz Medusa» | Deutsche Werke                  | 27 июня 1926   | 20 августа 1927     | 6 ноября 1929                  | 9 апреля 1940                       | Торпедирован британской ПЛ HMS Truant у южного побережья Норвегии, затоплен кораблями эскорта.         |
| «Кёльн» (Köln)            | Kreuzer «D», «Ersatz Arcona» | Kriegsmarinewerft Wilhelmshaven | 7 августа 1926 | 23 мая 1928         | 15 января 1930                 | 30 апреля 1945                      | Разрушен в доке во время налета американской авиации на Киль.                                          |